# Mimodesisa albofasciculata
Mimodesisa albofasciculata är en skalbaggsart som beskrevs av Stefan von Breuning 1968. Mimodesisa albofasciculata ingår i släktet Mimodesisa och familjen långhorningar. Inga underarter finns listade i Catalogue of Life.